# Названия Беларуси
В разное время Беларусь имела разные названия. В статье перечислены различные названия Беларуси, как (само)называлась территория, которую занимает современная Беларусь, и земли, на которых проживают белорусы.

## Официальные названия
- Полоцкое княжество, Туровское княжество
- Великое Княжество Литовское, Литва, Великая Литва (см. Древняя Литва)
- Речь Посполитая. С 1569 года, когда была подписана Люблинская уния, до 1795 года.
- Северо-Западный край. С 1840 года, когда московский правитель Николай I запретил другие названия.
- Белорусская Народная Республика, БНР. Провозглашенная 25 марта 1918 года.
- Литовско-Белорусская ССР, Литбел
- Социалистическая Советская Республика Беларусь, ССРБ. Октябрь 1920 г. — март 1922 г.
- Срединная Литва. С 1 января 1919 по 1922 год.
- Белорусская Советская Социалистическая Республика, БССР. С 1922 по 1991 год.
- Республика Беларусь, Беларусь. Современное название. С 1991 года, когда страна обрела независимость после распада СССР.

## Неофициальные названия
- Белая Русь — изначально искусственное географическое название, употреблявшееся в основном в западноевропейских научных кругах по отношению к различным регионам Восточной Европы. С XIX века принятая как название белорусских земель. Это дало современную форму названия: Беларусь.
- Кривия, Кривья, Кривичина — от названия одного из племен, населявших земли Беларуси: кривичей.
- Венедия
- Сарматия, Европейская Сарматия[1] — европейское название земель Великого княжества Литовского и Польши[2].

## Внешние ссылки
- Позняк З. Беларусь-Литва, Белорусская солидарность, 27 декабря 2016 г.
- Список названий Беларуси на других языках: HTML, PDF, JPEG, PNG